# Hairatan–Mazari Sharif-vasútvonal
A Hairatan–Mazar-i Sarif-vasútvonal 1520 mm-es nyomtávolságú, egyvágányú, villamosítatlan vasútvonal az afgán–üzbég határon lévő Hairatan és Mazar-i Sarif között. Ez a vonal jelenleg[mikor?] Afganisztán egyetlen vasútvonala.
Tehervonat indult útjára az új 75 km hosszú vasútvonalon Hairatantól az afganisztáni Mazar-i Sarifig. Ez az első vasúti összeköttetés a két ország között, és része annak a stratégiának, hogy fejlesszék az afganisztáni vasúti hálózatot, és teremtsenek összeköttetést szomszédjaikkal. A tervek szerint a vonalat 2011 júliusában kellett volna átadni, de az alépítményben bekövetkezett technikai problémák miatt ez késett. A vasúti pályát meg is kellett erősíteni az afganisztáni biztonsági előírásoknak megfelelően, és meg kellett oldani a vonal üzemeltetőjének kérdését is. Ezeket a problémákat megoldották, és az Üzbegisztán Vasutak (UTY) üzemelteti a vonal afganisztáni szakaszát is, mindaddig, amíg Afganisztán ki nem alakítja a saját járműállományát, és megfelelő vasúti szakembereket nem képez ki.